# Line Uno
Line Uno Jensen (født 19. oktober 1993 i Kolding) er en dansk håndboldspiller, der spiller for SønderjyskE i Damehåndboldligaen. Hun kom til klubben i sommeren 2023. Hun har tidligere optrådt for franske ESBF Besançon, Tarm-Foersum GF, SK Århus, Viborg HK og Ikast.